# František Pelcner
František Pelcner (ur. 4 września 1909 w Pradze, zm. 16 marca 1985) – czechosłowacki piłkarz narodowości czeskiej występujący na pozycji napastnika, reprezentant Czechosłowacji w latach 1931–1933.

## Kariera klubowa
Grę w piłkę nożną rozpoczął w SK Libeň. W 1927 roku włączono go do kadry pierwszego zespołu, występującego na drugim poziomie rozgrywkowym, który latem 1928 roku uzyskał awans do Středočeskiej 1. Ligi. Po sezonie 1928/29, w którym Libeň spadł z czechosłowackiej ekstraklasy, Pelcner odszedł z klubu. W latach 1929–1932 występował w SK Čechie Karlín. W barwach tego zespołu rozegrał on 2 sezony na poziomie Asociační Ligi, w których zdobył łącznie 13 goli. Na początku 1932 roku przeniósł się do Sparty Praga, z którą wywalczył w sezonach 1931/32 oraz 1935/36 mistrzostwo Czechosłowacji. Łącznie we wszystkich rozgrywkach zaliczył jako gracz Sparty 99 występów, w których zdobył 49 bramek. W 1937 roku powrócił do SK Libeň, w którym zakończył grę w piłkę nożną.

## Kariera reprezentacyjna
14 czerwca 1931 zadebiutował w reprezentacji Czechosłowacji w wygranym 4:0 towarzyskim meczu z Polską w Warszawie, w którym zdobył 2 gole. Ogółem w latach 1931–1933 rozegrał w drużynie narodowej 3 spotkania, w których strzelił 3 bramki.

### Bramki w reprezentacji
| LP | Data                 | Miejsce                            | Przeciwnik | Bramka | Rezultat | Ranga meczu                       |
| -- | -------------------- | ---------------------------------- | ---------- | ------ | -------- | --------------------------------- |
| 1. | 14 czerwca 1931      | Stadion Wojska Polskiego, Warszawa | Polska     | 1:0    | 4:0      | Mecz towarzyski                   |
| 2. | 14 czerwca 1931      | Stadion Wojska Polskiego, Warszawa | Polska     | 2:0    | 4:0      | Mecz towarzyski                   |
| 3. | 15 października 1933 | Stadion Wojska Polskiego, Warszawa | Polska     | 2:1    | 2:1      | Eliminacje Mistrzostw Świata 1934 |

## Sukcesy
Sparta Praga
- mistrzostwo Czechosłowacji: 1931/32, 1935/36